# Álvaro de Lemos
Álvaro Arnaldo d'Almeida Correia de Lemos  foi um locutor e produtor de rádio. Nasceu em Lisboa, a 16 de dezembro de 1929 e faleceu em Ponta Delgada na Ilha de São Miguel - Açores, a 28 de novembro de 2013.

## Primeiros passos
Álvaro de Lemos nasceu na Rua da Rosa (Bairro Alto) e era filho de uma cantadeira de fados, Cecília Rocha d'Almeida  e de um marinheiro, Luís Correia de Lemos, perdeu a mãe quando tinha apenas dois anos, passando a ser educado pelos avós, Henriqueta de Lima Correia de Lemos e Arnaldo Corrêa de Lemos. Aos quatro anos de idade já dizia versos aos microfones da Rádio Graça.
No Natal de 1937, estreou-se como ator na revista-fantasia O Preto Mazalipatão, interpretada por crianças, que esteve em cena no Éden Teatro, em Lisboa, durante três meses, sob orientação do ator Eugénio Salvador. Devido ao grande sucesso, o espetáculo esteve em cena no Teatro da Trindade, durante mais um mês. Do elenco fazia também parte os artistas Milú, Manuel Paião e Maria José (mãe de Rita Ribeiro).
Ainda no teatro, trabalhou ao lado de grandes nomes como Maria Matos, Assis Pacheco e Álvaro Benamor.
Desempenhou funções em várias estações de rádio dos Emissores Associados de Lisboa, altura em que fez dois cursos de locução e um de teatro.

## Início da carreira na Rádio
Com 14 anos, Álvaro de Lemos foi convidado para trabalhar no Clube Radiofónico de Portugal e, dois anos mais tarde, começou a apresentar os programas de variedades daquela emissora, sendo na altura o mais novo locutor português.
Posteriormente passou pelos microfones da Rádio Renascença, onde fazia a locução dos concertos semanais da Banda Sinfónica da Guarda Nacional Republicana.
Nesta estação participou ainda numa radionovela.
Em 1958 foi repórter no sensacional e polémico programa A Invasão dos Marcianos.

## Rádio Clube de Moçambique
Em 1960, Álvaro de Lemos recebeu duas propostas de trabalho, sendo a primeira da parte do Rádio Clube Português, e a outra do Rádio Clube de Moçambique. Na altura, o locutor optou por ir para a estação de Moçambique, onde ocupou o cargo de chefe de locutores durante 15 anos. Participou também na rubrica Teatro em Sua Casa, dirigida por Sara Pinto Coelho (mãe de Carlos Pinto Coelho).

## Regresso a Lisboa
Em 1974, após o 25 de Abril, Álvaro de Lemos regressou a Lisboa e, depois de uma breve passagem pela Rádio Graça, ingressou nos quadros da Radiodifusão Portuguesa (atual RTP), quando foi nacionalizada.

## RDP/Açores
Dois anos depois de ter regressado a Portugal, Álvaro de Lemos recebeu uma proposta de trabalho para integrar os quadros da RDP/Açores (atual RTP Açores), a qual aceitou.
Nos Açores exerceu a função de realizador até ao dia 16 de dezembro de 2000, data em que se reformou, continuando no entanto ligado à rádio, nomeadamente através da participação em programas de grande audiência como Programa da Manhã; Manhãs de Sábado, realizado por Mário Jorge Pacheco; e O Teu Programa, destinado ao público infantil e apresentado com Rosa Margarida.

## Outras colaborações
Álvaro de Lemos colaborou com a RTP Açores no programa infantil semanal Finalmente Sábado, onde era tratado como "avô Fajeca". Colaborou ainda na série televisiva O Barco e o Sonho (1989), realizada por José Medeiros.
Embora aposentado, continuou a colaborar com a Antena 1 da RTP nos Açores, através da crónica semanal de sábado "Uma no Cravo, outra na Ferradura", publicada igualmente no jornal Correio dos Açores. Na mesma habitualmente se despedia dos ouvintes e dos leitores com um "Adeusinho, até sábado".

## Morte
Álvaro de Lemos faleceu em Ponta Delgada, ilha de São Miguel, Açores, na noite de 28 de novembro de 2013, vítima de problemas cardíacos.